# ولاية سيدي بلعباس
ولاية سيدي بلعباس هي ولاية جزائرية تقع في قلب القطاع الوهراني في غرب الجزائر.

## الموقع
```
تقع الولاية على ارتفاع 470 م فوق سطح البحر، وسط هضبة 
المقرة
 على سفح 
جبال تسالة
 شمالا وجبال 
الضاية
 جنوبا.
```

## التاريخ
سكنت المنطقة قبيلة بني حميد وهي إحدى قبائل بني عامر ابتداء من القرن 14م، وعند قدوم الفرنسيين في عام 1843م فطن الجنرال بودو لأهميتها الإستراتيجية فأقام محمية على ضفاف نهر المكرة بجانب قبة الولي الصالح سيدي بلعباس.[بحاجة لمصدر]
قاوم بنو عامر الاحتلال في 1845 مما أدى إلى تقهقرهم وضعف أحلافهم بعدما واجهوا المشروع الاستعماري بضراوة شديدة ولم يستكينوا حتى قامت فرنسا بإقامة حامية عسكرية حولت فيما بعد إلى مدينة عسكرية في المكان الحالي لمدينة سيدي بلعباس.

## التقسيم الإداري
تتكون ولاية سيدي بلعباس من 15 دائرة و52 بلدية:

### الدوائر
- دائرة سيدي بلعباس
- دائرة بن باديس
- دائرة تلاغ
- دائرة تنيرة
- دائرة تسالة
- دائرة رأس الماء
- دائرة سفيزف
- دائرة سيدي علي بوسيدي
- دائرة سيدي علي بن يوب
- دائرة سيدي لحسن
- دائرة عين البرد
- دائرة مرحوم
- دائرة مرين
- دائرة مصطفى بن إبراهيم
- دائرة مولاي سليسن

### البلديات
- أولاد علي
- أمرناس
- بئر الحمام
- بدر الدين المقراني
- بلعربي
- بن باديس
- بن عشيبة شلية
- بوجبع البرج
- بوخنيفيس
- تاودموت
- تسالة
- تلموني
- تفسور
- تغاليمت
- تلاغ
- تنزارة
- تنيرة
- حاسي دحو
- حاسي زهانة
- الحصيبة
- رأس الماء
- رجم دموش
- زروالة
- سهالة ثاورة
- سفيزف
- سيدي اٍبراهيم
- سيدي بلعباس
- سيدي حمادوش
- سيدي خالد
- سيدي دحو الزائر
- سيدي شعيب
- سيدي علي بن يوب
- سيدي علي بوسيدي
- سيدي لحسن
- سيدي يعقوب
- شيطوان بليلة
- الضاية
- طابية
- عين أدان
- عين البرد
- عين تندامين
- عين الثريد
- عين قادة
- لمطار
- مرحوم
- مرين
- مزاورو
- مسيد
- مصطفى بن إبراهيم
- مقدرة
- مولاي سليسن
- واد تاوريرة
- واد سفيون
- واد السبع

## معرض صور

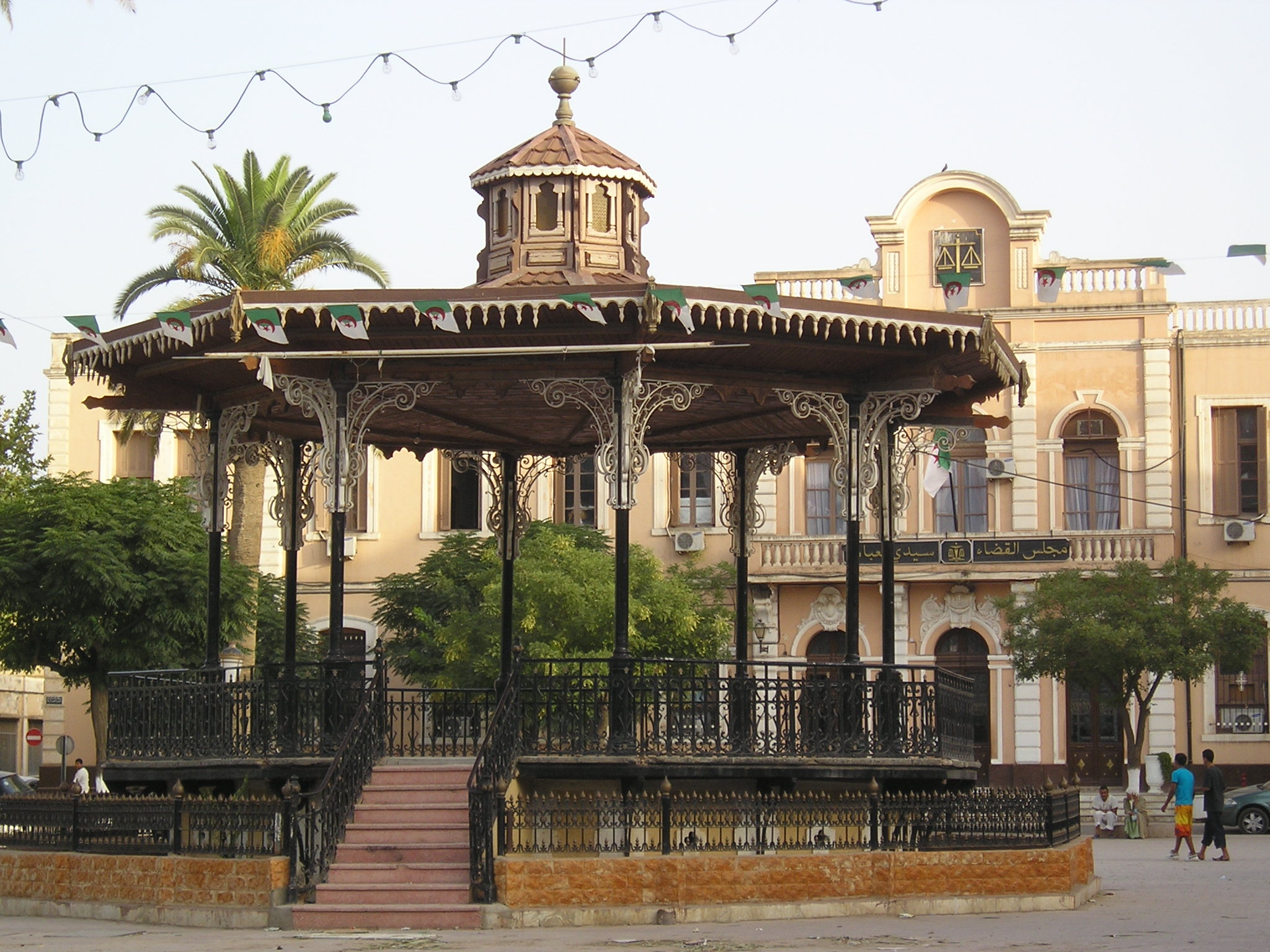
وسط مدينة سيدي بلعباس.
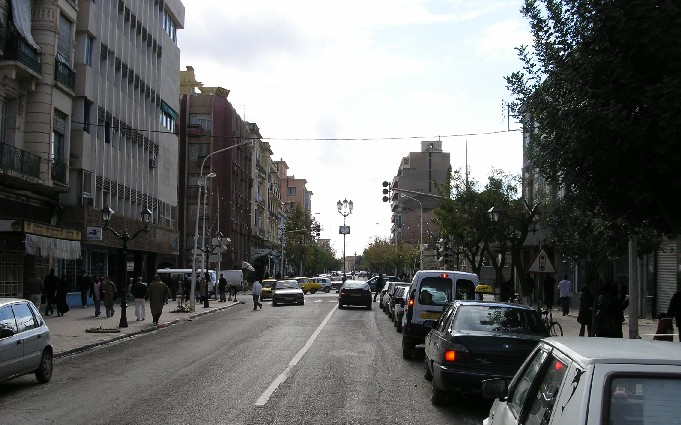
أحد أكبر شوارع مدينة سيدي بلعباس.
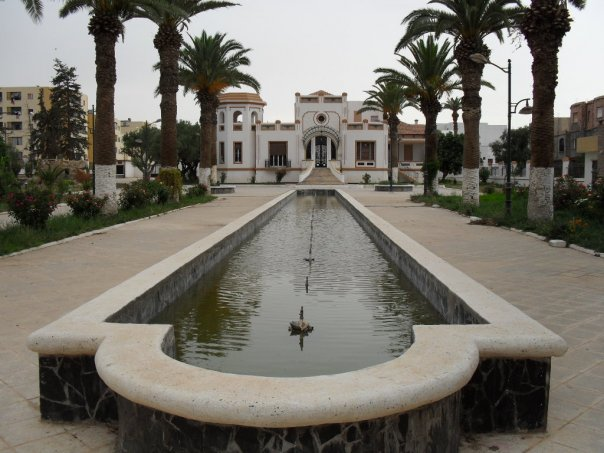
مدرسة الفنون الجميلة ببلدية سيدي بلعباس.
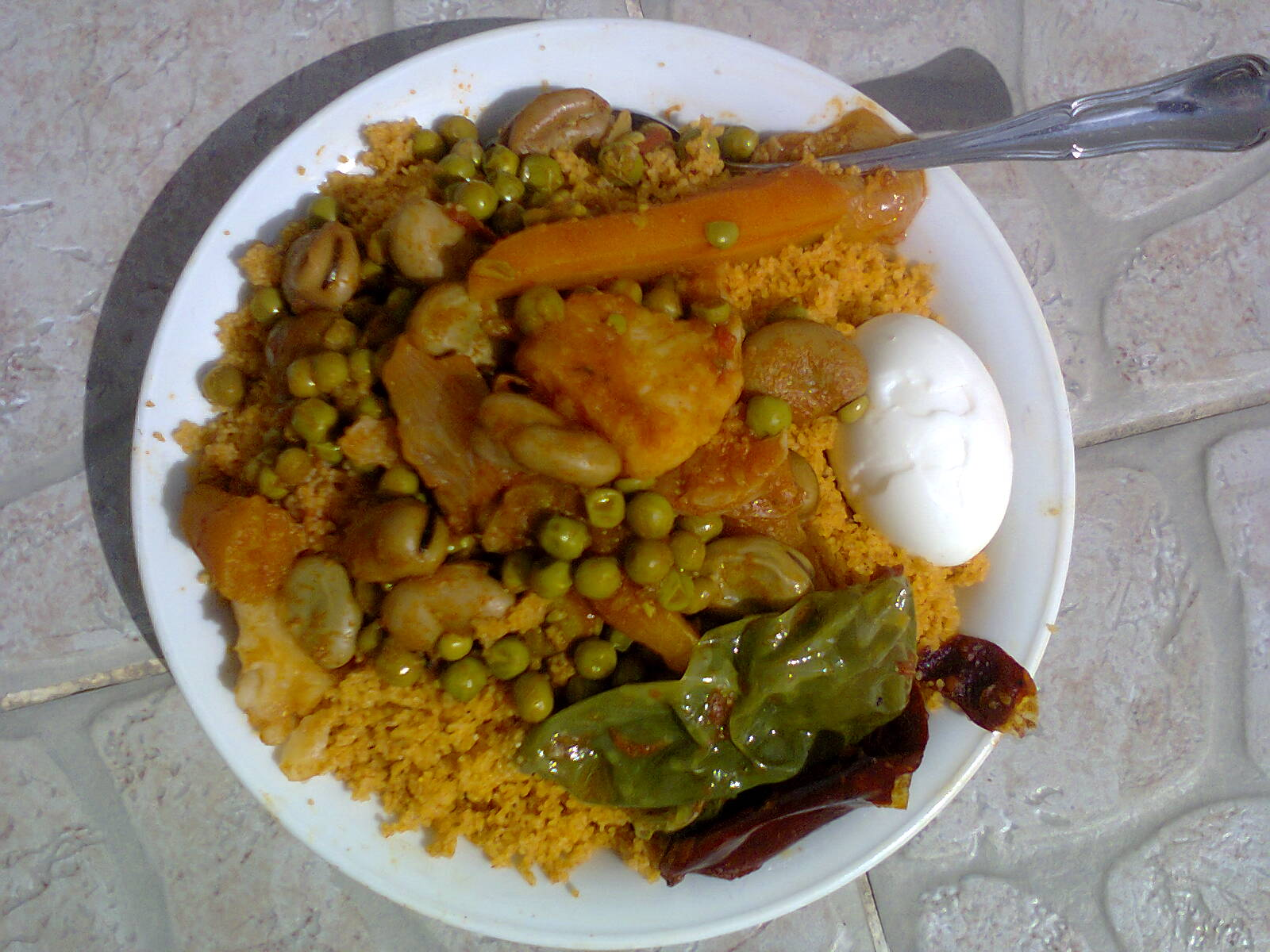
الطبق الشعبي المشهور : كسكس

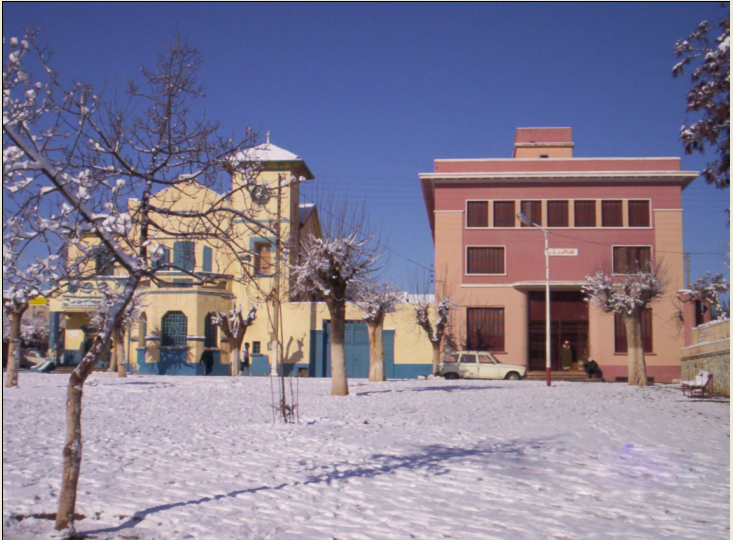
قاعة الحفلات ومكتب البريد ببلدية بن باديس.
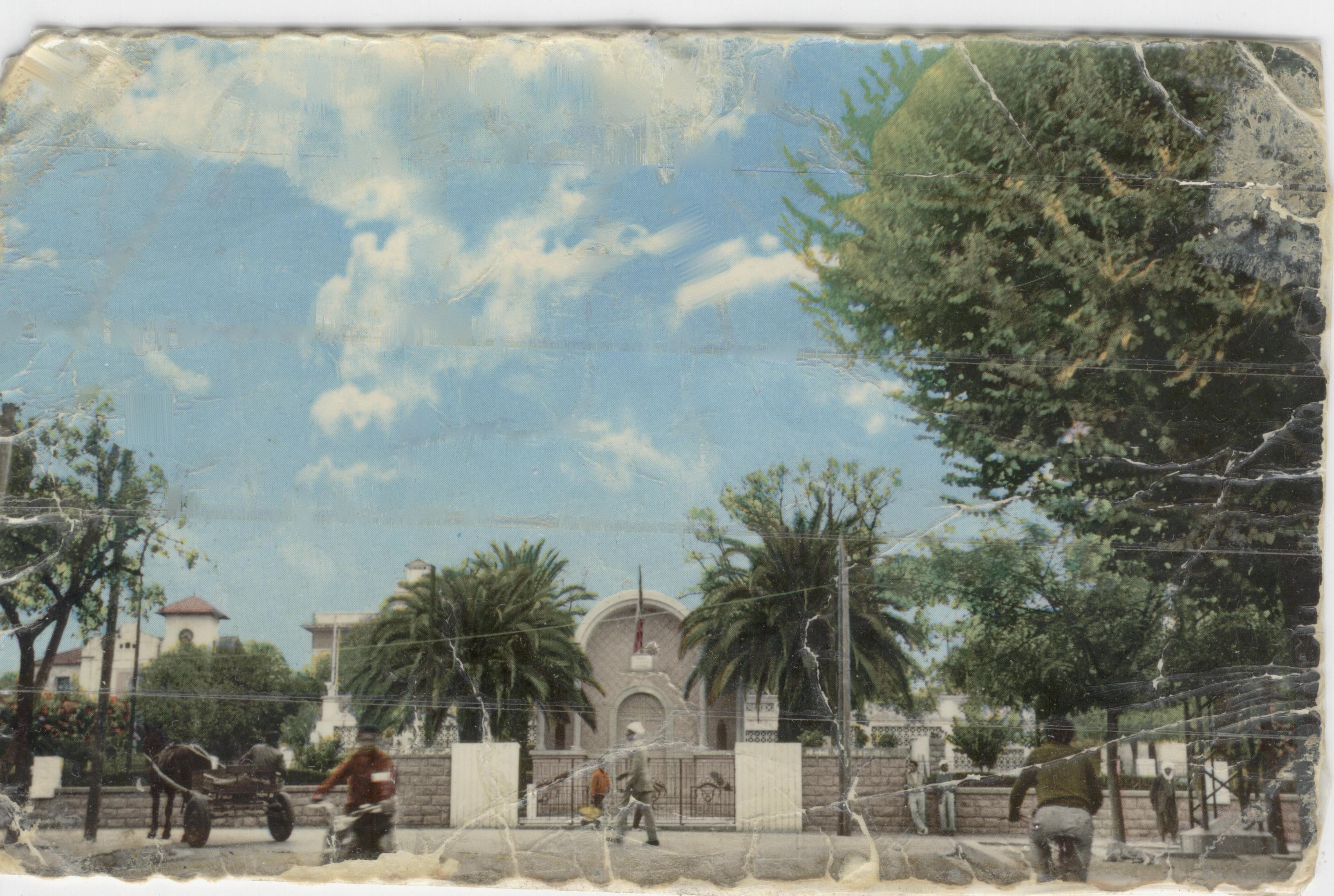
الحديقة العمومية ببلدية بن باديس: أيام الخمسينات من القرن العشرين.
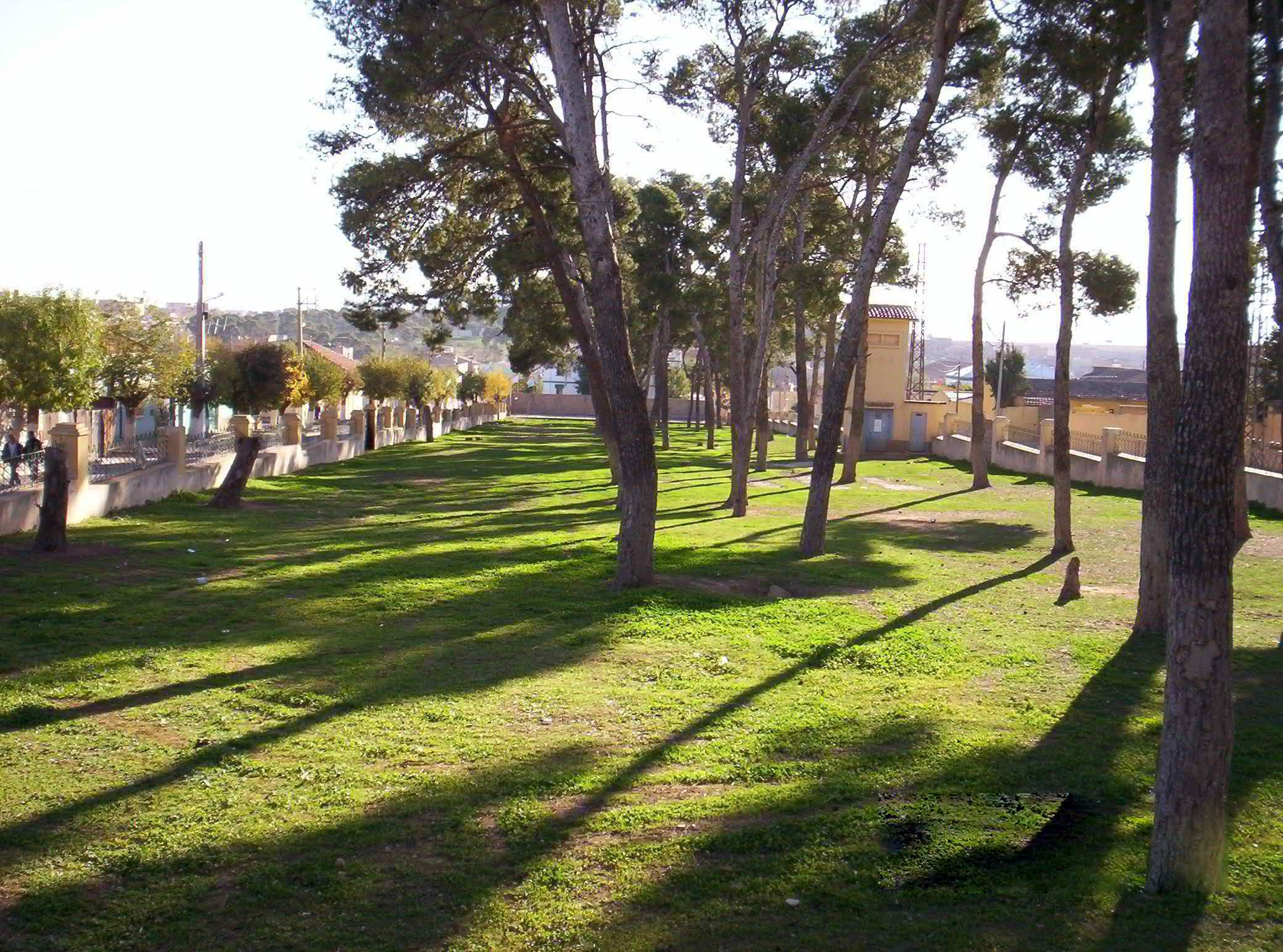
مساحة خضراء ببلدية بن باديس.
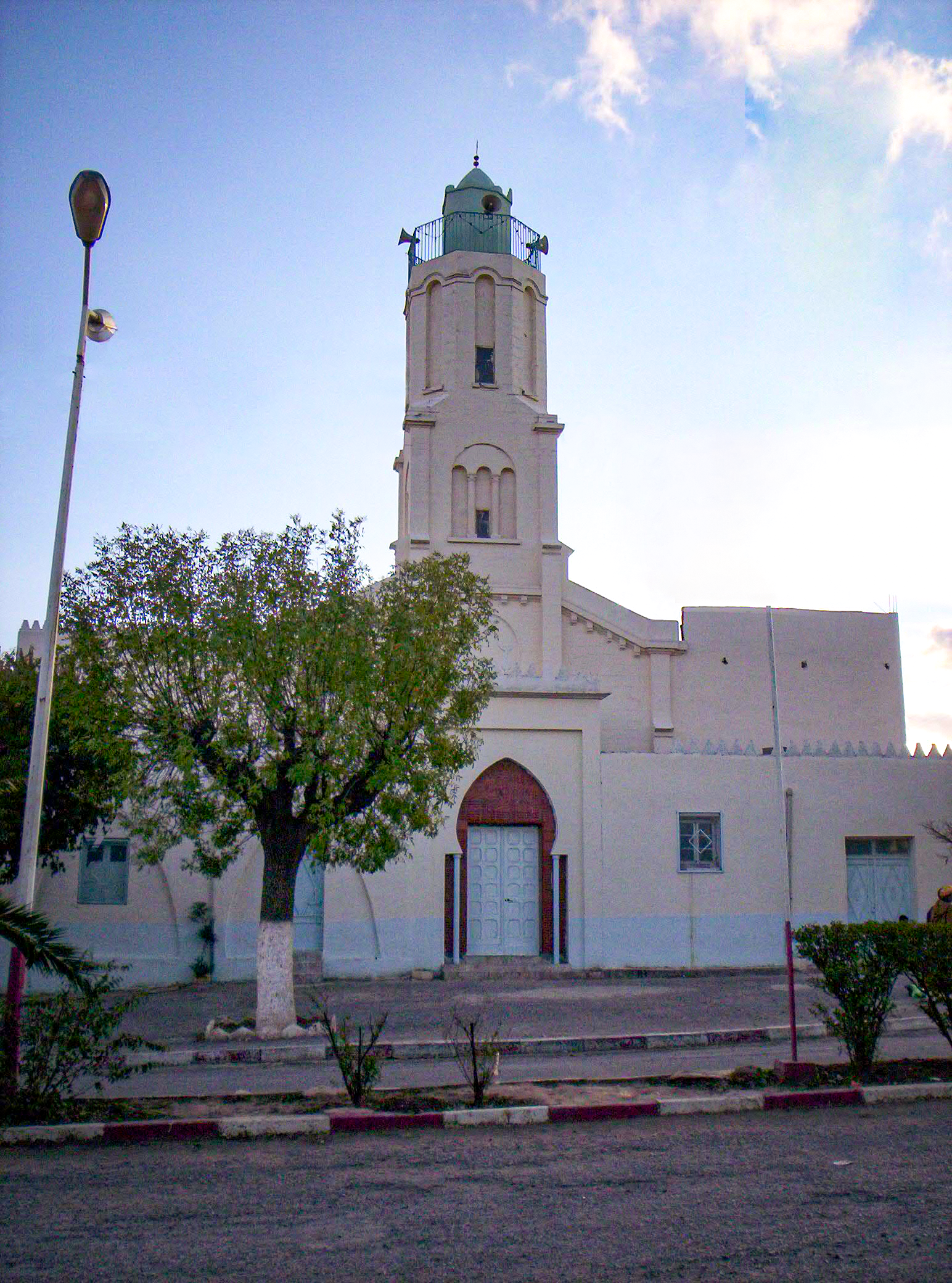
مسجد حمزة بن عبد المطلب ببلدية بن باديس.

## السكان
| ذكور   | فئة عمرية     | إناث   |
| ------ | ------------- | ------ |
| 1٬307  | 85 سنة وأكثر  | 1٬544  |
| 1٬769  | 80 إلى 84 سنة | 1٬936  |
| 3٬464  | 75 إلى 79 سنة | 3٬569  |
| 5٬143  | 70 إلى 74 سنة | 5٬299  |
| 6٬636  | 65 إلى 69 سنة | 6٬823  |
| 7٬198  | 60 إلى 64 سنة | 7٬289  |
| 10٬529 | 55 إلى 59 سنة | 10٬122 |
| 13٬697 | 50 إلى 54سنة  | 13٬078 |
| 15٬347 | 45 إلى 49 سنة | 15٬533 |
| 19٬944 | 40 إلى 44 سنة | 20٬142 |
| 22٬806 | 35 إلى 39 سنة | 22٬811 |
| 26٬909 | 30 إلى 34 سنة | 26٬176 |
| 31٬408 | 25 إلى 29 سنة | 30٬705 |
| 31٬312 | 20 إلى 24 سنة | 30٬839 |
| 27٬918 | 15 إلى 19 سنة | 26٬956 |
| 26٬410 | 10 إلى 14 سنة | 25٬495 |
| 23٬723 | 5 إلى 9 سنوات | 22٬960 |
| 29٬541 | 0 إلى 4 سنوات | 28٬218 |
| 69     | غير معروف     | 120    |

## التعليم الجامعي
تضم هذه الولاية العديد من الجامعات و‌مؤسسات التعليم الجامعي، منها:
- جامعة جيلالي اليابس[2]
- المدرسة الوطنية العليا للإعلام الآلي بسيدي بلعباس[3]

## الموارد المياه

### السدود
تضم هذه الولاية السدود التالية: سد سارنو7 وسد الطابية8، وتندرج هذه السدود ضمن 65 سدا عاملا في الجزائر9 في حين أن ثلاثين سدا آخر قيد الإنشاء سنة 2015.

## المعهد الوطني لبحوث الغابات
الولاية هي موطن لمحطة الأبحاث والتجارب التابعة للمعهد الوطني لبحوث الغابات.

## الصحة
تتوفر الولاية على ثلاثة (3) مستشفيات: مستشفى سيدي بلعباس، مستشفى سفيسف ومستشفى التلاغ.

## الاقتصاد
تضم المدينة الرئيسية سيدي بلعباس منطقة صناعية تقع شرق المدينة، على طول الطريق السريع RN 07 باتجاه معسكر. وهي تقع في استمرارية للنسيج الحضري الحالي وتميل نحو التجمعات الحضرية مع الامتدادات الجديدة للمدينة. ويمتد على أكثر من 434 هكتارًا كقطعة واحدة، ويحتوي على ثلاث نقاط وصول رئيسية.
يتمحور النسيج الصناعي للمدينة حول الأنشطة الاقتصادية التالية: صناعة الإلكترونيات، وصناعة الآلات الزراعية، وصناعة المواد الغذائية، وصناعة الأدوية شبه الصيدلانية، والمقر الإداري وغيرها من الصناعات التحويلية الخاصة.

## السياحة

### الأماكن والآثار
تضم الولاية بعض المباني الرمزية داخلها:
- شاتو بلوز: تحتوي القلعة على قبو ضخم أو نفق كبير تحت الأرض. اغتيل جول لويس جوزيف بلوز، الذي كان مالك ورئيس بلدية سيدي إبراهيم، مع خادمه، عام 1875، على يد بوهادي بن غاناش الذي أُعدم، بينما كان يحتج على براءته.
- شاتو بيرين: هذه القلعة الواقعة في مدخل ديتري، تعود لعائلة معينة جاءت سنة 1845، من أصل فرنسي، “عائلة بيرين” زمن الاحتلال الفرنسي.

1. ↑  السكان المقيمين في الولاية حسب السن والجنس. |مسار أرشيف =https://web.archive.org/web/20161021000310/http://rgph2008.ons.dz/IMG/pdf/pop3_national.pdf |تاريخ أرشيف =21 أكتوبر 2016}}
2. ↑  "الموقع الرسمي لجامعة جيلالي ليابس - سيدي بلعباس". مؤرشف من الأصل في 2016-07-28.
3. ↑  "الموقع الرسمي للمدرسة الوطنية العليا للإعلام الآلي - سيدي بلعباس". مؤرشف من الأصل في 2018-01-02.